# Jungheinrich
Jungheinrich AG je nemški proizvajalec viličarjev in druge opreme za rokovanje z materiali. Sedež podjetja je v Hamburgu. Zametki podjetja segajo v leto 1908, ko je Hermann Jungheinrich ustanovil H. Jungheinrich & Co, kasneje, leta 1953, je njegov najstarejši sin Friedrich Jungheinrich v Hamburgu ustanovil H. Jungheinrich & Co. Maschinenfabrik.